# Église Saint-Hilaire de Saint-Hilaire-de-la-Noaille
L'église Saint-Hilaire est une église catholique située à Saint-Hilaire-de-la-Noaille, en France.

## Localisation
L'église est située dans le département français de la Gironde, sur la commune de Saint-Hilaire-de-la-Noaille.

## Historique

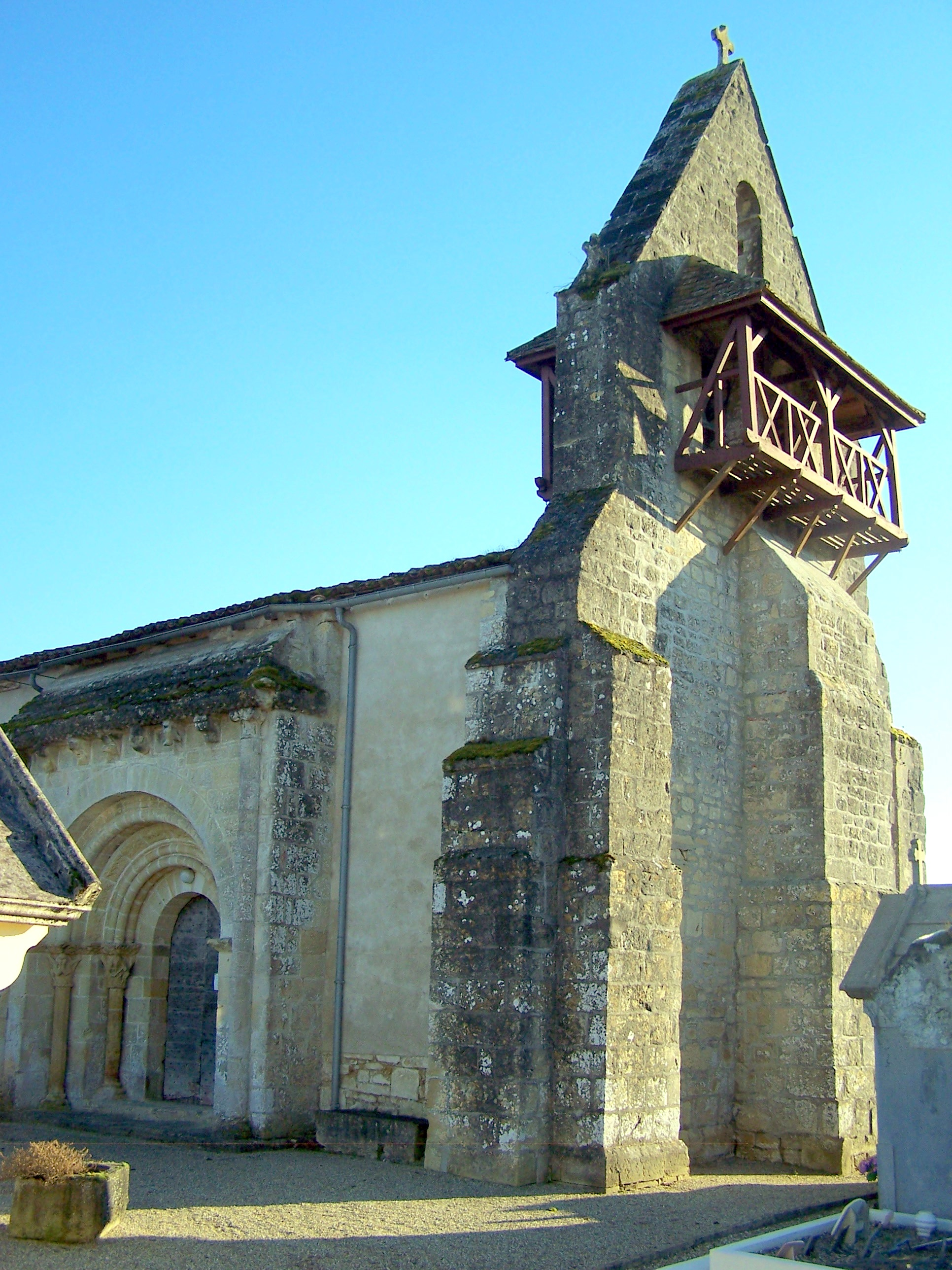
L'église Saint-Hilaire et le portail (fév. 2010)

Le portail de l'église est inscrit au titre des monuments historiques en 1925.